# Deportivo Petapa
Deportivo Petapa – gwatemalski klub piłkarski z siedzibą w mieście San Miguel Petapa, w departamencie Gwatemala. Funkcjonował w latach 1979–2021. Domowe mecze rozgrywał na obiekcie Estadio Julio Armando Cobar.

## Osiągnięcia
- finał pucharu Gwatemali (1): 2010/2011

## Historia
Klub został założony w 1979 roku przez grupę znajomych związanych z lokalną drużyną Club San Miguel. Klub początkowo wygrał lokalny turniej, następnie rozgrywki międzymiastowe (Campeonato Intermunicipal), a wreszcie został wicemistrzem turnieju międzydepartamentalnego (Torneo Departamental) jako reprezentant departamentu Gwatemala. Dzięki ostatniemu z sukcesów awansował do ogólnokrajowej trzeciej ligi gwatemalskiej. W 1981 roku dzięki pokonaniu w barażu Malacateco (1:0) wywalczył promocję do drugiej ligi. Jeszcze w czasach trzecioligowych klub zmienił swoje barwy z niebiesko-białych na żółto-zielone, zaczerpnięte z flagi miasta San Miguel Petapa.
Na początku lat 80. klub na pewien czas zmienił swoją nazwę na Club Deportivo Petapa Velásquez, honorując tym samym pośmiertnie lokalnego animatora sportu Sergio „Petapę” Velásqueza. Następnie występował w niższych ligach gwatemalskich, by w latach 2000–2001 ponownie występować w drugiej lidze. W 2001 roku, na zapleczu, wywalczył historyczny awans do gwatemalskiej Liga Nacional, po pokonaniu w barażu Santa Lucía Cotzumalguapa (2:1). Spadł z niej jednak po pół roku.
W kolejnych latach Petapa przeplatała występy w drugiej lidze z grą na najwyższym szczeblu. W Liga Nacional grała w latach 2005–2009 następnie w latach 2011–2013 i w latach 2014–2019. W międzyczasie, jako drugoligowiec, zespół odniósł największy sukces w historii, docierając do finału pucharu Gwatemali (2010/2011), w którym przegrał z Xelajú MC (1:1, 0:2). W drugiej lidze klub zmagał się z niewypłacalnością. W 2021 roku spadł do trzeciej ligi i bezpośrednio po tym zakończył działalność ze względu na problemy finansowe.

## Trenerzy
- Aroldo Santos (1981)[1]
- Gustavo Faral (2001)[2]
- Alberto Salguero (2008)[8]
- Héctor Tatuaca (2011)[9]
- Irving Olivares (2011)[9]
- Ramiro Cepeda (2012)[10]
- Cristóbal Maldonado (2012)[11]
- Carlos Ruiz (2012–2013)[11]
- Pablo Centrone (2013–2016)[12]
- Ramiro Cepeda (2016–2018)[13]
- Rafael Loredo (2018–2019)[14]
- José Martínez (2019)[15]
- Carlos Ruiz (2019)[15]
- Omar Rodríguez (2020)[6]